# Ulrich Schellenberg

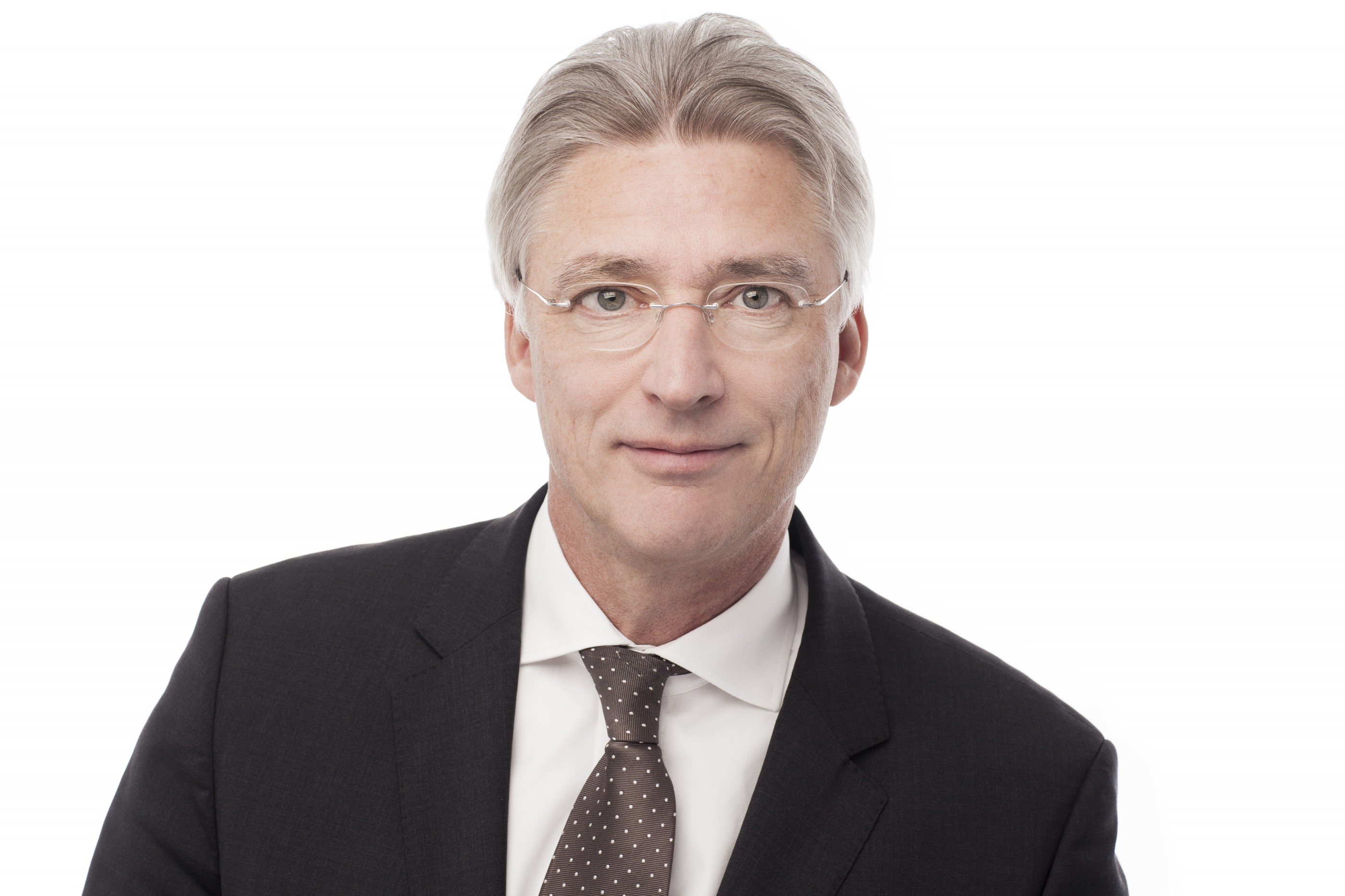
Rechtsanwalt und Notar Ulrich Schellenberg

Ulrich Schellenberg (* 27. März 1960 in Stuttgart) ist ein deutscher Rechtsanwalt und Notar. Er war von 2015 bis Februar 2019 Präsident des Deutschen Anwaltvereins.

## Werdegang
Schellenberg legte 1979 am Leibniz-Gymnasium in Rottweil das Abitur ab und studierte im Anschluss von 1979 bis 1983 Rechtswissenschaft an der Universität Freiburg. Nach dem 1. Staatsexamen war er zunächst wissenschaftlicher Mitarbeiter am Max-Planck-Institut für ausländisches und internationales Strafrecht in Freiburg. 1987 übersiedelte er nach Berlin und leistete das Referendariat u. a. bei dem Kammergericht ab. Nach dem 2. juristischen Staatsexamen 1989 erhielt er die Zulassung als Rechtsanwalt. 1995 wurde er durch die Notarkammer Berlin zum Notar bestellt. 2007 wurde er Fachanwalt für Erbrecht, ein Jahr später Fachanwalt für Handels- und Gesellschaftsrecht. Schellenberg ist seit 2009 Mitglied des Beirats Ost der Deutschen Bank AG.
1992 wurde Schellenberg in den Vorstand des Berliner Anwaltsvereins gewählt, ab 1994 war er stellvertretender Vorsitzender und von 2003 bis 2015 Vorsitzender. Seit 1999 gehört er dem Vorstand des Deutschen Anwaltvereins (DAV) an und war von 2009 bis 2011 und 2013 bis 2015 dessen Vizepräsident. Er war Vizepräsident des Bundesverbandes der Freien Berufe. Von Juni 2015 bis Februar 2019 war er Präsident des Deutschen Anwaltvereins.
Bereits in seiner Zeit als Vorsitzender des Berliner Anwaltsvereins setzte er sich unter anderem dafür ein, den Menschen das Recht nahe zu bringen und ihnen Wege zum Recht zu eröffnen.
2004 initiierte Schellenberg mit dem Berliner Anwaltsverein das Projekt „Anwälte gehen in die Schulen“. Um das Rechtsgefühl und das Normenbewusstsein zu fördern, informieren derzeit etwa 30 Anwälte in Unterrichtsstunden Jugendliche über aktuelle Rechtsthemen.
2006 gründete er im Berliner Ortsteil Gesundbrunnen eine Jugendberatungsstelle, um sozialschwachen Jugendlichen kostenlose Beratungshilfe zu gewähren. Zum Beraterteam gehören etwa 30 Anwälte, jährlich gehen etwa 250 Beratungsersuchen ein.
2005 startete er im Berliner Anwaltverein eine kostenlose Rechtsberatungsstelle für Bezieher von Arbeitslosengeld II.
Bereits während seiner Zeit als Vorsitzender des Berliner Anwaltsvereins setzte sich Schellenberg zudem für höhere Geldentschädigungen von zu Unrecht inhaftierten Menschen ein. Die Haftentschädigung zu erhöhen, war auch in seiner Zeit als Präsident des Deutschen Anwaltvereins sein Anliegen.
Schellenberg war von 2003 bis 2019 Mitglied der Satzungsversammlung bei der Bundesrechtsanwaltskammer. Auf seine Initiative hin wurde die Einführung des Fachanwaltes für Migrationsrecht beschlossen.
Seit 2020 ist Ulrich Schellenberg Mitglied des Beirates der Stiftung Forum Recht.
2021 startet er die Initiative „Nicht zweimal“, die sich zum Ziel gesetzt hat den verfassungsrechtlichen Grundsatz ne bis in idem („nicht zweimal in der derselben Sache“) zu bewahren.

## Positionen
Schellenberg sieht die Aufgabe der Anwaltschaft unter anderem darin, professionell zu erläutern, wofür der Rechtsstaat steht. Er versteht die Anwaltschaft als „Feinmessgerät“ für Gefahren, die dem Rechtsstaat sowie den Grund- und Menschenrechten drohen.
In seiner Funktion als Rechtsanwalt erhob Schellenberg im Januar 2009 unter anderem mit Gerhart R. Baum, Innenminister a. D, vor dem Bundesverfassungsgericht erfolgreich Verfassungsbeschwerde gegen das BKA-Gesetz. Schellenberg sah das Berufsgeheimnis der Anwälte verletzt.
Schellenberg kritisierte die Pläne der Bundesregierung, nach den Terroranschlägen in Bayern im Sommer 2016, den Einsatz der Bundeswehr im Innern unter bestimmten Voraussetzungen zu ermöglichen.
2017 solidarisierte sich der Deutsche Anwaltverein unter der Präsidentschaft von Ulrich Schellenberg mit der türkischen Anwaltschaft. Er unterzeichnete ein Freundschaftsabkommen mit der Union der türkischen Rechtsanwaltskammer.
Als in Baden-Württemberg ein Rechtsanwalt bedroht wird, macht sich Schellenberg für Engin Sanli stark. Sein Statement damals: „Wenn Anwälte egal wen vertreten, arbeiten sie für den gesellschaftlichen Frieden und nicht dagegen.“
Im Frühling 2018 sprach der damalige CSU-Landesgruppenchef Alexander Dobrindt im Deutschen Bundestag von einer „aggressiven Anti-Abschiebe-Industrie“. Gemeint waren Klagen von Rechtsanwälten gegen die Abschiebung von Geflüchteten. Ulrich Schellenberg stellte klar, dass das Erheben von Klagen im Rahmen der geltenden Gesetze jedem zustehe.
Den Entzug der Aufenthaltserlaubnis des im US-Lager Guantanamo einsitzenden Murat Kurnaz nannte Schellenberg im Jahr 2004 einen Skandal. Das Bundeskanzleramt in Anwesenheit des damaligen Außenministers, Frank-Walter Steinmeier, hätte sich viel mehr für Kurnaz einsetzen müssen.
Im Zuge der Reform des BND-Gesetzes warnte Schellenberg vor einer anlasslosen Massenüberwachung. In diesem Zusammenhang wandte er sich auch gegen einen Testlauf zur Gesichtserkennung am Berliner Bahnhof Südkreuz.
Unter seiner Präsidentschaft unternahm der DAV auf der Grundlage eines Gesetzesvorschlages von Martin Henssler einen Vorstoß zur grundlegenden Neuordnung des anwaltlichen Berufsrechts.
Schellenberg setzte sich wiederholt kritisch mit der AfD insbesondere dem damaligen Vorsitzenden des Rechtsausschusses des Deutschen Bundestages Stephan Brandner auseinander. Zum 69. Deutschen Anwaltstag in Mannheim schrieb die F.A.Z. in ihrer Ausgabe am 8. Juni 2018, der Präsident des Deutschen Anwaltvereins, Ulrich Schellenberg, habe in seiner Eröffnungsrede den AfD-Rechtspolitiker Stephan Brandner scharf kritisiert und ihm vorgeworfen, den Rechtsstaat delegitimieren zu wollen.
Beim Neujahrsempfang des Anwaltsvereins im Januar 2019 kritisierte er einen Gesetzentwurf der AfD zur Strafverschärfung bei Rückfalltätern.
Bei Twitter und Legal Tribune Online (LTO) wurde im Anschluss von einem „Eklat“ gesprochen.
Im Februar 2019 erklärte Schellenberg überraschend seinen Rücktritt als DAV-Präsident.

## Ehrungen
- 2011: Verdienstkreuz am Bande der Bundesrepublik Deutschland[26]